# Sissy Spacek
Sissy Spacek [ˈsɪsi ˈspeɪsɛk], de son nom complet Mary Elizabeth Spacek, est une actrice, chanteuse et décoratrice américaine, née le 25 décembre 1949 à Quitman (Texas -États-Unis). Elle est notamment connue pour son rôle de Carrie White dans Carrie au bal du diable (1976).

## Biographie
Son père, Edwin Arnold Spacek, un agent agricole, est d'origine tchèque (Moravie) et allemande. Sa mère, Virginia Frances Spilman, dont les ancêtres sont d'origines polonaise et irlandaise, est née au Texas.
La jeunesse de Sissy Spacek est marquée par la mort de Robbie, son jeune frère de 18 ans, en 1967.
Elle travaille un temps comme mannequin et, comme figurante, à la Factory de Andy Warhol. Elle apparaît d'ailleurs à cette époque comme figurante dans le film Trash (1970) de Paul Morrissey,.
Grâce à son cousin Rip Torn, elle entre à l'Actors Studio, où elle reçoit une solide formation en interprétation, qu'elle poursuit en s'inscrivant à des cours du Lee Strasberg Institute de New York.
Pour son premier rôle crédité, dans le film culte Carnage (Prime Cut), en 1972, elle interprète Poppy, une jeune fille vendue comme esclave sexuelle. Son interprétation est remarquée et lui permet de décrocher quelques rôles à la télévision. En 1973, elle obtient une reconnaissance internationale après avoir joué, dans La Balade sauvage (Badlands) de Terrence Malick, la jeune Holly, narratrice du film et une ancienne petite amie de 15 ans d'un criminel incarné par Martin Sheen. Sur le plateau de ce film, elle rencontre le directeur artistique Jack Fisk, qu'elle épouse.
Rôle emblématique de sa carrière, Carrie White dans Carrie au bal du diable (Carrie), de Brian De Palma, en 1976, vaut à Sissy Spacek d'être nommée à l'Oscar de la meilleure actrice. Deux ans plus tôt, elle avait été habilleuse sur le plateau du Phantom of the Paradise du même réalisateur. Aussi avait-elle eu fort à faire pour le convaincre de l'engager pour ce rôle et s'était présentée à l'audition après avoir mis de la vaseline dans ses cheveux et enfilé une vieille robe confectionnée par sa mère du temps de son enfance.
Après Carrie, Spacek joue la gouvernante Linda Murray dans Bienvenue à Los Angeles (Welcome to L.A.) d'Alan Rudolph en 1976, et l'année suivante, donne une solide performance en Pinky Rose dans Trois femmes (3 Women) de Robert Altman. Ce rôle confirme l'importance de l'actrice dans le milieu du cinéma indépendant, d'autant qu'elle contribue alors au financement de Eraserhead (1977), le premier film de David Lynch, qui la remercie au générique.
En 1981, elle reçoit l'Oscar de la meilleure actrice pour son interprétation de la chanteuse de country Loretta Lynn dans Nashville Lady ou La Fille du mineur (Coal Miner's Daughter en version originale), de Michael Apted. Puis, dans le reste des années 1980, elle est nommée pour l'Oscar pour ses rôles dans Missing de Costa-Gavras, La Rivière (The River) de Mark Rydell et Crimes du cœur (Crimes of the Heart) de Bruce Beresford.
Dans les années 1990, elle est remarquable dans le rôle de la vieille Verena Talbo dans The Grass Harp de Charles Matthau, une adaptation du roman La Harpe d'herbes de Truman Capote, et dans le rôle de Rosie Straight dans Une histoire vraie (The Straight Story) de David Lynch.
Elle est de nouveau nommée pour l'Oscar de la meilleure actrice en 2001 pour le rôle bouleversant de Ruth Fowler dans le drame In the Bedroom de Todd Field. Également à l'aise dans la comédie et les seconds rôles, elle est une désopilante Missus Walters dans La Couleur des sentiments (The Help), réalisé par Tate Taylor en 2011.

## Filmographie

### Cinéma

#### Années 1970
- 1970 : Trash de Paul Morrissey : fille assise au bar (non créditée)[2],[3]
- 1972 : Carnage (Prime Cut) de Michael Ritchie : Poppy
- 1973 : La Balade sauvage (Badlands) de Terrence Malick : Holly Sargis
- 1974 : Ginger in the Morning de Gordon Wiles : Ginger
- 1976 : Carrie au bal du diable (Carrie) de Brian De Palma : Carrie White
- 1976 : Bienvenue à Los Angeles (Welcome to L.A.) d'Alan Rudolph : Linda Murray
- 1977 : Trois Femmes (3 Women) de Robert Altman : Pinky Rose

#### Années 1980
- 1980 : Nashville Lady (Coal Miner's Daughter) de Michael Apted : Loretta Webb / Lynn
- 1980 : Les Premiers Beatniks (Heart Beat) de John Byrum : Carolyn Cassady
- 1981 : L'Homme dans l'ombre (Raggedy Man) de Jack Fisk : Nita Longley
- 1982 : Missing de Costa-Gavras : Beth Horman
- 1983 : L'Homme aux deux cerveaux (The Man with Two Brains) de Carl Reiner : Anne Uumellmahaye (voix)
- 1984 : La Rivière (The River), de Mark Rydell : Mae Garvey
- 1985 : Marie de Roger Donaldson : Marie Ragghianti
- 1986 : Goodnight Mother ('Night, Mother) de Tom Moore : Jessie Cates
- 1986 : Crimes du cœur (Crimes of the Heart) de Bruce Beresford : Rebecca "Babe" / "Becky" Magrath Botrelle
- 1986 : Violets Are Blue... de Jack Fisk : Augusta "Gussie" Sawyer

#### Années 1990
- 1990 : Le Chemin de la liberté (The Long Walk Home) de Richard Pearce : Miriam Thompson
- 1991 : JFK d'Oliver Stone : Liz Garrison
- 1991 : Le Mari de ma femme (en) (Hard Promises) de Martin Davidson : Christine Ann Coalter
- 1994 : La Mère idéale (Trading Mom) de Tia Brelis : La mère
- 1995 : La Harpe d'herbes (en) (The Grass Harp) de Charles Matthau : Verena Talbo
- 1995 : Lonesome Dove : Le Crépuscule (Streets of Laredo) : Lorena Parker
- 1997 : Affliction de Paul Schrader : Margie Fogg
- 1999 : Première Sortie (Blast from the Past) d'Hugh Wilson : Helen Webber
- 1999 : Une histoire vraie (The Straight Story) de David Lynch : Rose "Rosie" Straight

#### Années 2000
- 2001 : In the Bedroom de Todd Field : Ruth Fowler
- 2002 : Tuck Everlasting de Jay Russell : Mae Tuck
- 2004 : La Maison au bout du monde (A Home at the End of the World) de Michael Mayer (en) : Alice Glover
- 2005 : Nine Lives de Rodrigo García : Ruth
- 2005 : Le Cercle 2 (The Ring Two) d'Hideo Nakata : Evelyn
- 2005 : L'Affaire Josey Aimes (North Country) de Niki Caro : Alice Aimes
- 2005 : American Haunting (An American Haunting) de Courtney Solomon : Lucy Bell
- 2006 : Gray Matters de Sue Kramer : Dr. Sydney
- 2006 : Summer Running : The Race to Cure Breast Cancer de Scott Mactavish : Mlle Flora Good
- 2007 : Hot Rod de Akiva Schaffer : Marie Powell
- 2008 : Tout... sauf en famille (Four Christmases) de Seth Gordon : Paula
- 2008 : Lake City d'Hunter Hill et Perry Moore : Maggie

#### Années 2010
- 2010 : Le Grand Jour (Get Low) d'Aaron Schneider : Mattie Darrow
- 2011 : La Couleur des sentiments (The Help) de Tate Taylor : Missus Walters
- 2012 : Cold Blood de Stefan Ruzowitzky : June
- 2018 : The Old Man and the Gun de David Lowery : Jewel

#### Années 2020
- 2022 : Sam & Kate de Darren Le Gallo : Tina
- 2025 : Die, My Love de Lynne Ramsay

### Télévision

#### Séries télévisées
- 1973 : Love, American Style : Terri
- 1973 : La Famille des collines (The Waltons) : Sarah Jane Simmons
- 1973 : The Rookies : Barbara Tabnor
- 2010 : Big Love : Marilyn Densham
- 2015 - 2017 : Bloodline : Sally Rayburn
- 2018 : Castle Rock : Ruth Deaver
- 2018 : Homecoming : Ellen Bergman
- 2022 : Vers les étoiles (Night Sky) : Irene York
- 2025 : Dying for Sex : Gail

#### Téléfilms
- 1973 : The Girls of Huntington House d'Alf Kjellin : Sara
- 1974 : Les Vagabonds du nouveau monde (The Migrants) de Tom Gries : Wanda Trmpin
- 1975 : Katherine de Jeremy Kagan : Katherine Alman
- 1978 : Verna : USO Girl de Ronald F. Maxwell : Verna Vane
- 1992 : A Private Matter de Joan Micklin Silver : Sherri Finkbine
- 1994 : La Dernière Chance d'Annie (A Place for Annie) de John Gray : Susan
- 1995 : Les derniers pionniers (The Good Old Boys) de Tommy Lee Jones : Spring Renfro
- 1996 : Si les murs parlaient (If These Walls Could Talk) de Cher et Nancy Savoca : Barbara Barrows
- 1996 : Beyond the Call de Tony Bill : Pam O'Brian
- 2000 : Songs in Ordinary Time de Rod Holcomb : Marie Fermoyle
- 2001 : Une vie pour une vie (Midwives) de Glenn Jordan : Sibyl Danforth
- 2002 : Last Call d'Henry Bromell : Zelda Fitzgerald
- 2007 : Dessine-moi une famille (Pictures of Hollis Woods) de Tony Bill : Josie Cahill

## Distinctions

### Oscars
- 1977 : Nommée pour l'Oscar de la meilleure actrice - Carrie au bal du diable
- 1981 : Oscar de la meilleure actrice - Nashville Lady
- 1983 : Nommée pour l'Oscar de la meilleure actrice - Missing
- 1985 : Nommée pour l'Oscar de la meilleure actrice - La Rivière
- 1987 : Nommée pour l'Oscar de la meilleure actrice - Crimes du cœur
- 2002 : Nommée pour l'Oscar de la meilleure actrice - In the Bedroom

### Golden Globes
- 1981 : Golden Globe de la meilleure actrice dans un film musical ou une comédie - Nashville Lady
- 1982 : Nommée Golden Globe de la meilleure actrice dans un film dramatique - L'Homme dans l'ombre
- 1983 : Nommée Golden Globe de la meilleure actrice dans un film dramatique - Missing
- 1985 : Nommée Golden Globe de la meilleure actrice dans un film dramatique - La Rivière
- 1987 : Golden Globe de la meilleure actrice dans un film musical ou une comédie - Crimes du cœur
- 2002 : Golden Globe de la meilleure actrice dans un film dramatique - In the Bedroom

### BAFTA
- 1982 : BAFTA de la meilleure actrice - Nashville Lady
- 1983 : BAFTA de la meilleure actrice - Missing
- 2002 : BAFTA de la meilleure actrice - In the Bedroom

## Voix françaises
En France, Céline Monsarrat, Martine Irzenski et Frédérique Cantrel sont les voix françaises régulières de Sissy Spacek.
Au Québec, elle est principalement doublée par Claudine Chatel. Lisette Dufour l'a doublée à deux occasions.